# Hypopterus macropterus
Hypopterus macropterus är en fiskart som först beskrevs av Günther 1859.  Hypopterus macropterus är ensam i släktet Hypopterus som ingår i familjen Latidae. Inga underarter finns listade i Catalogue of Life.
Arten lever i tempererade havsområden i Indiska oceanen väster om Australien. Det vetenskapliga släktnamnet är sammansatt av de grekiska orden hypo (under) och pteron (vinge/fena).